# Bjørnsholm Bugt
Bjørnsholm Bugt er en bugt i Limfjorden, ved Himmerlands vestkyst, 10-20 km sydvest for Løgstør. Bugten har navn efter godset Bjørnsholm, og strækker sig cirka 9 km fra Rønbjerg Huse i nord, til klinterne af moler ved Ertebølle Hoved i syd. Ved Vitskøl Kloster løber Bjørnsholm Å ud i fjorden, , og knap fire km. sydligere har Trend Å sit udløb ved Trend, hvor der også er et sommerhusområde. Syd for Trend, når Trend Skov næsten ud til kysten. I ådalene omkring Bjørnsholm Å og Trend Å, er der gjort talrige bopladsfund fra jægerstenalderens yngste tid, som har fået navn efter fundet af en køkkenmødding ved Ertebølle: Ertebøllekulturen, og går fra ca. 5.400 f.Kr – ca 3.900 f.Kr.
I fjorden ligger Livø, hvis sydøstlige spids, Livø Tab, næsten når til  bugten; Livø har færgeforbindelse fra Rønbjerg Huse. Mellem Livø og den mod syd liggende ø Fur, går det 112 m dybe Favnedyb ud til Livø Bredning.

## Eksterne  henvisninger
- Stenaldercenteret ved Ertebølle

56°51′N 9°12′Ø / 56.850°N 9.200°Ø